# Talabos István
Talabos István (Szigethalom, 1956. június 1. – Szigethalom, 2018. október 20.) Európa-bajnoki ezüstérmes skeetlövő, olimpikon. 

## Pályafutása
A sportlövészetet még az általános iskolában, a honvédelmi napok keretében kezdte és kedvelte meg. 1970 őszén, 14 évesen vett puskát a kezébe, végigpróbálta a légpuskát, a kispuskát és a futóvadat, de amikor 1971. május 1-jén életében először látott skeetpályát az akkori Zalka Máté Katonai Műszaki Főiskolán, igazi szerelem volt első  látásra. Első fontosabb eredményeit ezen főiskola sportegyesületének színeiben szerezte.
Középiskolai, majd főiskolai tanulmányai mellett Nagytétényben és a margitszigeti lőtéren edzett. Edzője Ágoston Mihály, majd Vasvári Pál lett. 1972-ben az országos bajnokságon már helyezett lett ifjúsági kategóriában. 
1972-1976-ig versenyez ifiként. 
1976-ban négy országos bajnoki címet tudhat  magáénak: ifi, felnőtt, egyéni és csapat kategóriában. Országos felnőtt bajnok 1976-ban, 1982-ben, 1995-ben és 1996-ban. Országos junior bajnok 1976-ban.
1976-ban kezdő felnőttként 30. helyet szerzett a montreali olimpián, 1980-ban a moszkvai olimpián már a 11. lett.
1978-ban az Európa-bajnokságon második helyezést ért el Suhlban. Az egyetlen magyar férfi skeetlövő, aki érmet nyert Európa-bajnokságon.
Olyan klasszisokkal edzett a lőtéren, mint a női aranycsapat (Göbölös Ibolya, Igaly Diána, Vasvári Erzsébet), Bondor István, Bori Gábor, Gosztola Tibor, Jármai Pál, Kári József, Lipcsik István, Sztankovics Ede, Turák György.
Az 1984-es olimpiai bojkott jelenti az aktív korszak végét, addig minden percét a lőtéren töltötte, ezen túl csak hobbi szinten foglalkozott a lövészettel, hiszen családja lett (felesége 1979. augusztus 23-tól: Tóth Andrea; gyermekeik: Viktória (1982), Tímea (1988) és István (1992), és a munkára is koncentrálnia kellett. 
1984 után is számos országos bajnoki címet szerzett, pályafutása alatt 25-30 országos bajnokságot és több nemzetközi versenyt nyert, mint például a Hadsereg  Spartakiádot. Kétszer érte el versenyen a 199 találatot a 200 korongból: Olaszországban és Magyarországon, 200/200-at Igaly József magyar rekordja után másodikként lőtt az országban.
1992-ig a Csepel Autógyár budapesti, Helsinki úti üzemében tűzvédelmi előadó, majd a szociális osztály igazgatója.
1994 augusztusától a Szigethalom Önkormányzat Polgármesteri Hivatal út- és közterület-felügyelője, aki tősgyökeres szigethalmiként nemcsak sporteredményeivel öregbítette a város hírnevét és képviselte hazáját világszerte, hanem munkájával is hozzájárult a település gondozottságához.
2018. október 20-án, mindössze 62 évesen szívleállás miatt elhunyt, hamvait a szigethalmi köztemetőben helyezik örök nyugalomra 2018. november 14-én.